# Álvaro Martín
Álvaro Martín Uriol (ur. 18 czerwca 1994 w Llerenie) – hiszpański lekkoatleta specjalizujący się w chodzie sportowym.
W 2011 zajął 8. miejsce na mistrzostwach świata juniorów młodszych. W 2012 był piąty na juniorskich mistrzostwach świata oraz nie ukończył chodu na 20 kilometrów podczas igrzysk olimpijskich w Londynie. Brązowy medalista mistrzostw Europy juniorów w Rieti (2013). W tym samym roku zajął 24. miejsce na mistrzostwach świata w Moskwie. Srebrny medalista młodzieżowych mistrzostw Europy (2015). W 2017 zajął ósme miejsce podczas mistrzostw świata w Londynie. Podwójny mistrz świata z Budapesztu (2023) oraz złoty i brązowy medalista igrzysk olimpijskich w Paryżu (2024).
Medalista mistrzostw Hiszpanii oraz reprezentant kraju w pucharze świata, pucharze Europy, drużynowych mistrzostwach świata i drużynowych mistrzostwach Europy w chodzie.

## Osiągnięcia
| Rok  | Impreza                                                    | Miejsce              | Konkurencja                 | Pozycja     | Wynik    |
| ---- | ---------------------------------------------------------- | -------------------- | --------------------------- | ----------- | -------- |
| 2010 | Kwalifikacje europejskie do igrzysk olimpijskich młodzieży | Moskwa               | chód na 10 000 m            | 7. miejsce  | 44:49,09 |
| 2011 | Puchar Europy w chodzie sportowym                          | Olhão da Restauração | chód na 10 km (juniorów)    | 6. miejsce  | 42:17    |
| 2011 | Mistrzostwa świata juniorów młodszych                      | Lille                | chód na 10 000 m            | 8. miejsce  | 42:27,28 |
| 2012 | Puchar świata w chodzie sportowym                          | Sarańsk              | chód na 10 km (juniorów)    | 34. miejsce | 45:01    |
| 2012 | Mistrzostwa świata juniorów                                | Barcelona            | chód na 10 000 m            | 5. miejsce  | 40:35,52 |
| 2012 | Igrzyska olimpijskie                                       | Londyn               | chód na 20 km               | –           | DNF      |
| 2013 | Puchar Europy w chodzie sportowym                          | Dudince              | chód na 10 km (juniorów)    | –           | DQ       |
| 2013 | Mistrzostwa Europy juniorów                                | Rieti                | chód na 10 000 m            | 3. miejsce  | 41:13,95 |
| 2013 | Mistrzostwa świata                                         | Moskwa               | chód na 20 km               | 24. miejsce | 1:25:12  |
| 2014 | Puchar świata w chodzie sportowym                          | Taicang              | chód na 20 km               | 19. miejsce | 1:20:39  |
| 2014 | Mistrzostwa Europy                                         | Zurych               | chód na 20 km               | 6. miejsce  | 1:21:41  |
| 2015 | Puchar Europy w chodzie sportowym                          | Murcja               | chód na 20 km               | 34. miejsce | 1:28:45  |
| 2015 | Młodzieżowe mistrzostwa Europy                             | Tallinn              | chód na 20 km               | 2. miejsce  | 1:24:51  |
| 2015 | Mistrzostwa świata                                         | Pekin                | chód na 20 km               | 17. miejsce | 1:22:04  |
| 2016 | Drużynowe mistrzostwa świata w chodzie sportowym           | Rzym                 | chód na 20 km               | 3. miejsce  | 1:19:36  |
| 2016 | Igrzyska olimpijskie                                       | Rio de Janeiro       | chód na 20 km               | 22. miejsce | 1:22:11  |
| 2017 | Puchar Europy w chodzie sportowym                          | Podiebrady           | chód na 20 km               | 31. miejsce | 1:25:53  |
| 2017 | Mistrzostwa świata                                         | Londyn               | chód na 20 km               | 8. miejsce  | 1:19:41  |
| 2018 | Drużynowe mistrzostwa świata w chodzie sportowym           | Taicang              | chód na 20 km               | 8. miejsce  | 1:23:22  |
| 2018 | Mistrzostwa Europy                                         | Berlin               | chód na 20 km               | 1. miejsce  | 1:20:42  |
| 2019 | Mistrzostwa świata                                         | Doha                 | chód na 20 km               | 22. miejsce | 1:33:20  |
| 2021 | Igrzyska olimpijskie                                       | Tokio                | chód na 20 km               | 4. miejsce  | 1:21:46  |
| 2022 | Mistrzostwa ibero-amerykańskie                             | La Nucia             | chód na 10 000 m            | 1. miejsce  | 39:24,20 |
| 2022 | Mistrzostwa świata                                         | Eugene               | chód na 20 km               | 7. miejsce  | 1:20:19  |
| 2022 | Mistrzostwa Europy                                         | Monachium            | chód na 20 km               | 1. miejsce  | 1:19:11  |
| 2023 | Drużynowe mistrzostwa Europy w chodzie sportowym           | Podiebrady           | chód na 35 km               | 1. miejsce  | 2:25:35  |
| 2023 | Mistrzostwa świata                                         | Budapeszt            | chód na 20 km               | 1. miejsce  | 1:17:32  |
| 2023 | Mistrzostwa świata                                         | Budapeszt            | chód na 35 km               | 1. miejsce  | 2:24:30  |
| 2024 | Drużynowe mistrzostwa świata w chodzie sportowym           | Antalya              | sztafeta mieszana w chodzie | 3. miejsce  | 2:57:47  |
| 2024 | Igrzyska olimpijskie                                       | Paryż                | chód na 20 km               | 3. miejsce  | 1:19:11  |
| 2024 | Igrzyska olimpijskie                                       | Paryż                | sztafeta mieszana w chodzie | 1. miejsce  | 2:50:31  |

## Rekordy życiowe
- Chód na 10 000 metrów – 38:53,64 (2024)
- Chód na 10 kilometrów – 39:56 (2016)
- Chód na 20 kilometrów – 1:17:32 (2023)
- Chód na 35 kilometrów – 2:24:30 (2023) były rekord Hiszpanii